# Margaritaria discoidea
Margaritaria discoidea är en emblikaväxtart som först beskrevs av Henri Ernest Baillon, och fick sitt nu gällande namn av Grady Linder Webster. Margaritaria discoidea ingår i släktet Margaritaria och familjen emblikaväxter.

## Underarter
Arten delas in i följande underarter:
- M. d. discoidea
- M. d. fagifolia
- M. d. nitida
- M. d. triplosphaera

## Bildgalleri

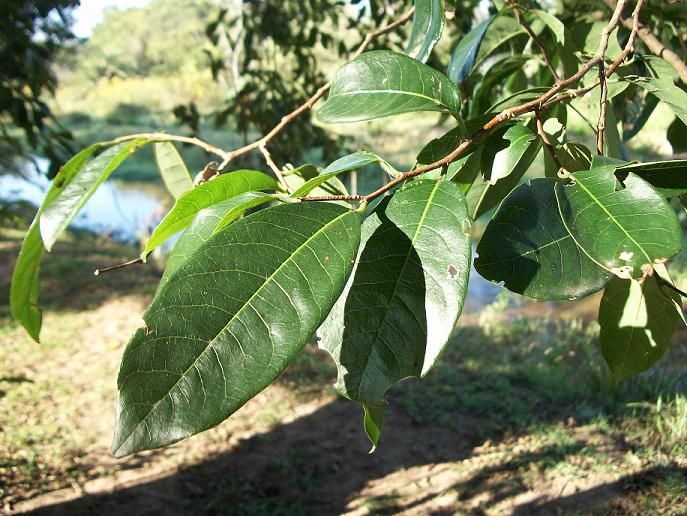
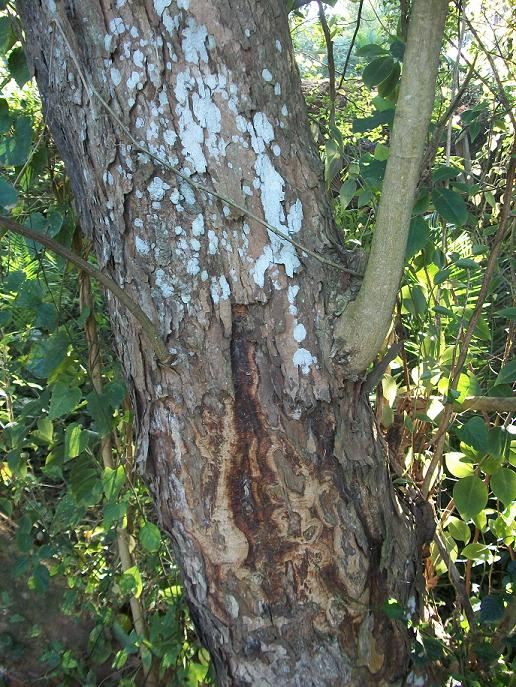
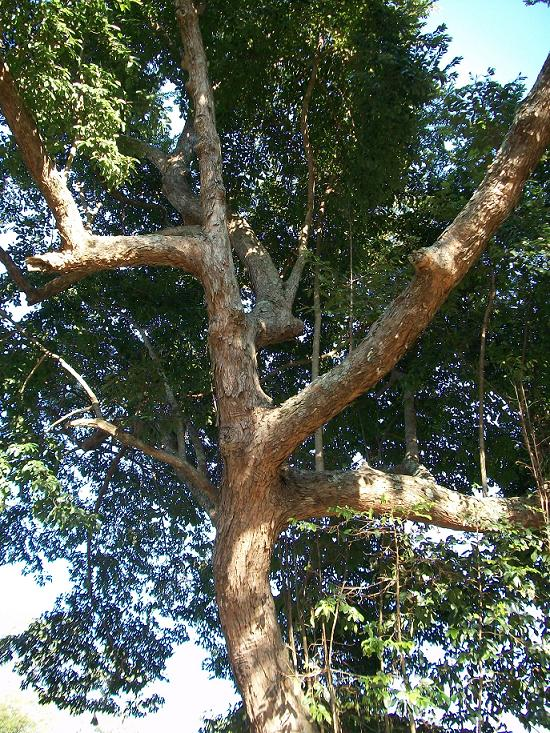
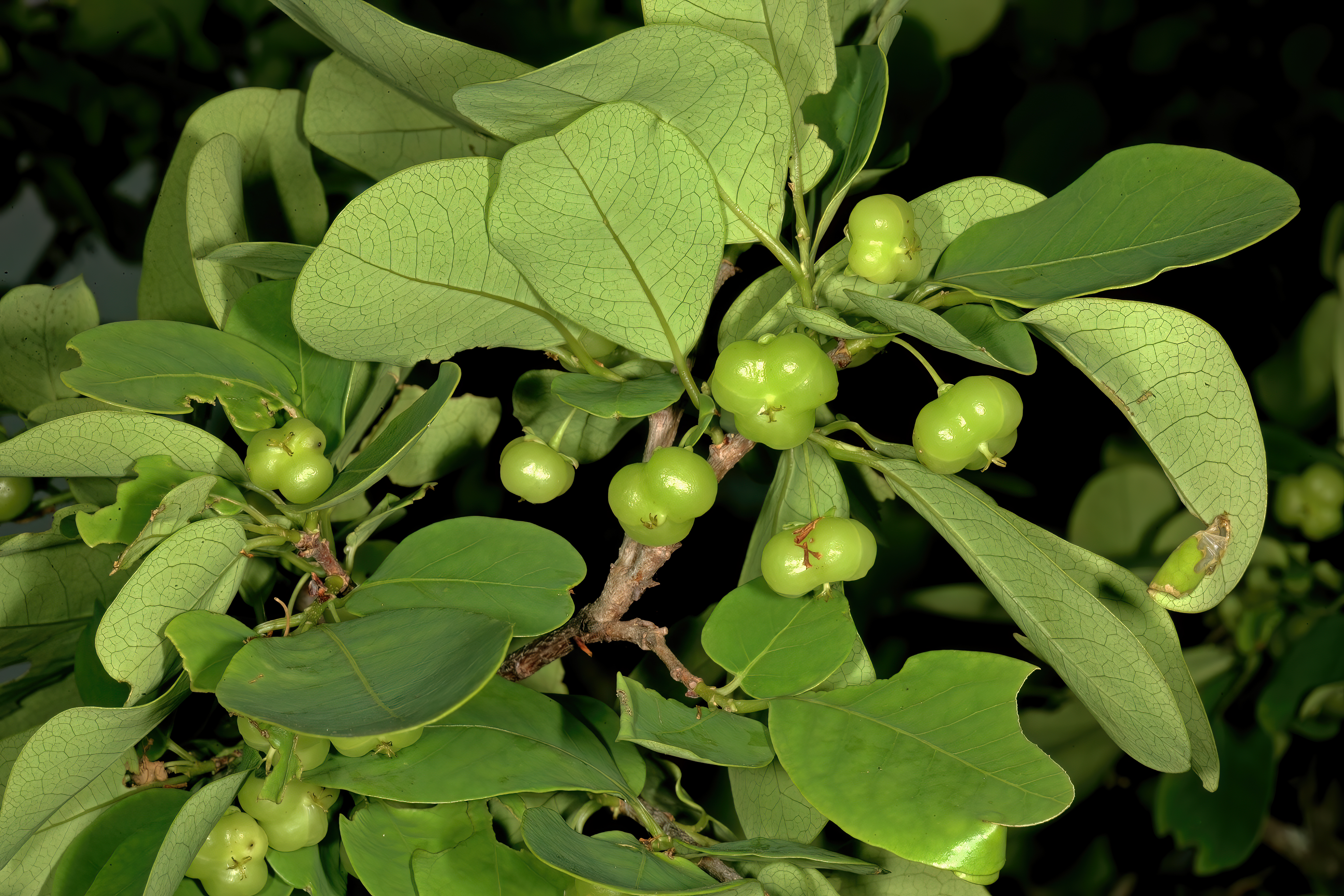